# A3 (Jamaica)
De A3 is een weg op Jamaica. De weg loopt vanaf de hoofdstad Kingston naar het noorden. In Annotto Bay bereikt de A3 de noordkust van het eiland. Daarna loopt hij verder naar het westen via Port Maria en Ocho Rios naar Saint Ann's Bay.

## Kruisingen met andere A-wegen
- A1, in Kingston en Saint Ann's Bay
- A4, in Kingston en Annotto Bay

T1 · T2 · T3
A1 · A2 · A3 · A4
B1 · B2 · B3 · B4 · B5 · B6 · B7 · B8 · B9 · B10 · B11 · B12 · B13